# Can Serra d'Escobòs
Can Serra d'Escobòs és una obra de Sant Joan les Fonts (Garrotxa) inclosa a l'Inventari del Patrimoni Arquitectònic de Catalunya.

## Descripció
És un casal de planta rectangular i bastit damunt un desnivell, té teulat a dues aigües i els vessants vers les façanes laterals. S'utilitzaren carreus ben escairats a les obertures i angles. Disposa de baixos, amb voltes d'arestes, planta noble i golfes. Cal destacar la construcció del forn, situat a la façana nord, enganxat a la casa per un pas cobert que, segurament, guardava el pas de l'antiga via romana que de Batet s'unia amb la via Annia. Actualment està en procés de restauració. La llinda de la façana principal: "17 [±] 63"

## Història
D'aquest mas s'han trobat notícies des de l'any 1323. L'any 1395, l'hereu de la casa era Bernat d'"Scobòs". Al capbrevar Beneta "Scobòs" a favor del prior fra Francesc de Corts, el 19 de maig de 1561, confessa tenir pel priorat de Sant Joan les Fonts la peça de terra anomenada "Malagelada" i altres terres per les quals paga censos. Prop d'aquest mas hi ha la casa de Cossey de la qual tenim dades històriques des de l'any 1338; va tributar als senyors jurisdiccionals de Castellfollit, al Monestir de Vilabertran, als senyors del castell del Coll i a la família Rovira de cortals. Aquest mas actualment no conserva res de la seva fàbrica primitiva.